# ジョン・ヘンリー・プラット
ジョン・ヘンリー・プラット（英語：John Henry Pratt、1809年6月4日 - 1871年12月28日）は、イングランドの聖公会聖職者、数学者。後にアイソスタシーと呼ばれるようになる学説をジョージ・ビドル・エアリーと発表した人物である。

## 人物・生涯
プラットはロンドンで生まれ、ケンブリッジ大学を数学者として卒業した。そして彼は一般的には「プラットの機械的思考」と呼ばれる、正式名称を「主に国際的重力に関する機械的思考による数学的原理、基礎機械工及び建築の応用方法」と言う600頁程の論文を残している。そして、彼はインドでカルカッタ大執事を務めている間に、インドの学問理論を取り入れた自らの理論を大成した。最終的には彼はインド北部のガーズィープルで死亡した。